# Shlomo Sand
Shlomo Sand, a veces transliterado como Shlomo Zand (en hebreo: שלמה זנד‎; Linz, Austria, 10 de septiembre de 1946), es un historiador israelí y profesor de la Universidad de Tel Aviv, experto en nacionalismo, historia y cinematografía e historia intelectual francesa. Es autor de un polémico libro, publicado en inglés con el título de The Invention of the Jewish People (La invención del pueblo judío) en 2009, y que fue durante varias semanas el libro más vendido en Israel.

## Primeros años
Nació en Linz (Austria), hijo de judíos polacos. Su trasfondo cultural se basó en la cultura yiddish. Su padre, habiendo tomado aversión a los rabinos, abandonó los estudios talmúdicos de su yeshivá y dejó de asistir a las sinagogas después de que a su madre se le negara un asiento delantero tras la muerte de su esposo y no pudieran pagar el precio del asiento.
Ambos padres tenían puntos de vista comunistas y antiimperialistas, por lo que se negaron a aceptar la compensación de Alemania por la persecución nazi durante la Segunda Guerra Mundial.   
Sand pasó sus primeros dos años de vida en un campo de refugiados cerca de Múnich (Alemania). Más tarde, emigró con su familia a Jaffa en 1948, donde su padre consiguió trabajo de portero nocturno en la sede del partido comunista local.   
Fue expulsado de la escuela secundaria a la edad de dieciséis años, por lo que pasó a estudiar electrónica de noche y a trabajar de día en un negocio de reparación de radios. Reclutado en 1965, sirvió en el kibutz comunista de Yad Hanna. Según una entrevista, "Sand pasó los últimos años de la década de 1960 y principios de la de 1970 haciendo varios trabajos temporales, como instalador de líneas telefónicas durante varios años".   
Completó sus estudios secundarios a los veinticinco años y pasó tres años en el ejército. La Guerra de los Seis Días, en la que sirvió (su unidad conquistó con grandes pérdidas el área de Abu Tor en Jerusalén Este), lo empujó hacia la izquierda radical.   
Después de la guerra, sirvió en Jericó, donde, dice, los palestinos que intentaban regresar al país eran asesinados a tiros si se infiltraban de noche y arrestados si se les pillaba de día. Tales experiencias le dieron la sensación de haber perdido su patria. Así, renunció a la Unión de la Juventud Comunista Israelí (Banki) y se unió a Matzpen, más radical y antisionista, en 1968. A su vez, renunció a Matzpen en 1970 debido a su desilusión con la organización.  
Tras rechazar una oferta del Partido Comunista Maki israelí para ir a estudiar cine en Polonia, se graduó en Historia por la Universidad de Tel Aviv en 1975. Decidido a "abandonar todo lo israelí", se mudó a Francia, donde, de 1975 a 1985, después de ganar una beca, estudió y enseñó en París, obteniendo una maestría en Historia de Francia y un doctorado por su tesis sobre Georges Sorel y el marxismo. Desde 1982, Sand ha enseñado en la Universidad de Tel Aviv, así como en la Universidad de California, Berkeley, y en la École des hautes études en sciences sociales de París.  
En 1983, según una fuente, Sand "participó en un acalorado intercambio sobre Ni droite, ni gauche: l'idéologie fasciste en France de Zeev Sternhell, y luego provocó la ira de Claude Lanzmann con su libro de 2002 en hebreo, Film as History, en el que no solo emitió un juicio mordaz sobre la Shoah de Lanzmann, sino que también reveló que el gobierno israelí había financiado la película en secreto". Ha enseñado en Tel Aviv, Berkeley y París, ciudad en la que hizo un doctorado sobre Jean Jaurès, además de obtener diversos títulos y honores universitarios.

## La invención del pueblo judío
El libro La invención del pueblo judío es, según el propio autor, una obra de historiografía que simplemente recoge información conocida desde hace tiempo. Es una revisión de los fundamentos históricos e ideológicos del sionismo basada en que, si bien existió históricamente un pueblo judío, los judíos de hoy en día son los descendientes de aquellos sumados a los conversos. 
Se afirma así que lo que era una etnia única, es en realidad un conjunto heterogéneo de pueblos unidos por una religión (la judía), que incluiría desde bereberes, yemeníes y jázaros, hasta diversos pueblos como itureos, idumeos, eslavos, etc. Contra todo lo hasta ahora considerado, el judaísmo sí fue una religión proselitista, al menos en el entorno del comienzo de la era cristiana y hasta la Edad Media. Por otro lado, Sand niega el exilio forzado por los romanos en el siglo I (destrucción del segundo templo) y en el II d. C. (Rebelión de Bar Kojba): «los romanos no exiliaron a ningún pueblo en el Mediterráneo oriental. Excepto los judíos hechos esclavos, los residentes de Judea siguieron viviendo en sus tierras».
Pero, sin duda, su tesis más controvertida afirma que los actuales palestinos proceden de los judíos de la época neotestamentaria, a los que se habría cristianizado al principio e islamizados generalizadamente tras la expansión musulmana de los siglos VII y VIII. Esto lo afirma citando a Ben Gurion y a Ben Zvi en su obra reeditada en hebreo en 1980: Eretz Israel en el pasado y en el futuro. El mito del exilio sería de origen cristiano, buscando reclutar nuevos adeptos entre los judíos para la fe. El sionismo sería en origen una adaptación de ideas procedentes de la Alemania decimonónica, nacionalista, con los intelectuales judíos centroeuropeos deseosos de encontrar en lontananza un pueblo con su carácter ya establecido de siglos ancestrales.
Otra tesis que se deriva del libro es si se puede considerar o no a la Biblia como fuente histórica fiable. Los primeros historiadores judíos modernos de la primera mitad del siglo XIX, como Isaak Markus Jost o Leopold Zunz, veían al Antiguo Testamento como un libro de teología constitutivo de las comunidades religiosas judías después de la destrucción del primer templo. 
Hubo que esperar a la segunda mitad del mismo siglo para encontrar a historiadores como Heinrich Graetz con una visión «nacionalista» de la Biblia en la que relacionaban la salida de Abraham de Canaán, la salida de Egipto o, incluso, el reino unificado por David y Salomón, en relatos de un pasado auténticamente nacionalista.
Los historiadores sionistas no dejaron de reiterar supuestas «verdades bíblicas» que alimentaban la educación pública, pero ya en el curso de los años 1980 las cosas cambian, y se empieza a negar la veracidad de los mitos fundadores. La nueva historia israelí con historiadores como Simha Flapan, Benny Morris, Tom Segev, Ilan Pappé o Avi Shlaim y los descubrimientos de la «nueva arqueología», con Israel Finkelstein y Neil Asher Silberman, contradicen la posibilidad de un gran éxodo durante el siglo XIII antes de nuestra era. 
Por lo mismo, Moisés no pudo sacar al pueblo hebreo de Egipto y conducirlo a la «tierra prometida» por estar en manos de los egipcios en aquella época. Por otra parte, no se encuentra ningún rastro de una rebelión de esclavos durante el imperio de los faraones ni de una rápida conquista de Canaán por un pueblo extranjero.

## Respuesta crítica
En Israel hubo varias reacciones distintas al libro. Mientras que el periódico Haaretz lo calificó de «notable», varios universitarios de la Universidad Hebrea de Jerusalén lo definieron como un libro sin fundamento, carente de un tratamiento riguroso de las fuentes, sensacionalista e incoherente; por ejemplo, Israel Bartal, de la Facultad de Humanidades de la Universidad Hebrea de Jerusalén. Por lo demás, se ha acusado a Sand de actuar por motivos no precisamente ingenuos, según afirma Jeffrey Goldberg, manteniendo una hipótesis que vendría a conceder argumentos a la teoría de conspiración.[cita requerida]

## Polémica sobre el ADN
En junio de 2010, un artículo de la revista Newsweek titulado «The DNA of Abraham's Children» mostró los resultados de un estudio sobre el origen genético de los judíos en el que se refutaba la afirmación de Sand de que los judíos europeos serían, parcialmente, descendientes de los jázaros, un grupo étnico de Asia central: «El ADN ha hablado y la respuesta es: No». Los análisis genéticos no solo implicarían que esa hipótesis es falsa, sino que el pueblo judío, en sus distintas ramas, se originó en Oriente Medio.
Un artículo del New York Times sobre dicho estudio señala que el mismo refutaría lo sugerido por el historiador Shlomo Sand en su libro La invención del pueblo judío. No obstante, el genetista Noah Rosenberg, de la Universidad de Míchigan, Ann Arbor, dice en un artículo de la revista Science que, aunque el estudio no parece apoyar la hipótesis jázara, no la descarta por completo.
Otro estudio genético posterior de Eran Elhaik, profesor de la Universidad Johns Hopkins, analizó las últimas secuenciaciones genéticas de los pueblos del Cáucaso, lo que lo llevó a revisar las dos teorías predominantes sobre el origen del pueblo judío: «Nuestros descubrimientos apoyan la hipótesis jázara y describen el genoma judío europeo como un mosaico de antepasados europeos, caucásicos y semíticos, consolidando así anteriores informes contradictorios sobre la ascendencia judía». Sin embargo, varios historiadores y genetistas criticaron sus conclusiones.
Tampoco debe olvidarse que en el año 2000, el profesor M. F. Hammer, de la Academia de Ciencias de EE. UU., había afirmado que todos los judíos tenían un origen común, lo que otros genetistas no pudieron confirmar. Además, gente como André Langaney, profesor de la Universidad de Ginebra, declaró que los estudios que buscan afirmar la identidad nacional con la genética: «son charlatanería moderna». Catherine Nash, profesora de la Universidad de Londres, habló sobre: «las consecuencias sociales del lenguaje que asimilan etnia, raza y genética».